# Ruth Jacoby
Ruth Evelyn Jacoby, född 13 januari 1949 i New York, är en svensk diplomat.

## Biografi
Jacoby anställdes på Utrikesdepartementet 1972 och har bland annat tjänstgjort på OECD-delegationen i Paris (1980–1984), på Finansdepartementet (1989–1990), som departementsråd på UD:s handelsavdelning (1990–1994), på Världsbanken i Washington, D.C. (1994–1997) och som chef på UD:s enhet för globalt samarbete (1998–1999). Mellan 1999 och 2002 var hon minister med ställning som ambassadör på svenska FN-representationen. Under denna tid ledde hon förberedelserna inför den stora utvecklingskonferensen i Monterrey. Därefter utsågs hon till utrikesråd med ansvar för biståndsfrågor (2002–2006). Jacoby var ambassadör i Berlin 2006–2010 och i Rom 2010–2015, sidoackrediterad till San Marino.
Jacoby är gift med litteraturvetaren Björn Meidal och mor till skådespelaren Hannes Meidal.